# Oratorio di San Domenico (Bientina)
L'oratorio di San Domenico si trova a Bientina.

## Storia e descrizione
La chiesa, configurata come un oratorio, fu edificata nella prima metà del XVII secolo a partire dal 1621 fuori le mura medioevali, presso la Porta Fiorentina. Interamente costruito in laterizi con semplice facciata conclusa da timpano triangolare su una preesistente cappella dedicata alla Madonna del Rosario. Al centro del timpano, in marmo bianco, l'antico stemma del comune di Bientina. Gravemente danneggiata con il bombardamento del campanile, durante l'ultimo conflitto mondiale, è stata ricostruita e restaurata nel 1994. All'interno, ad unica aula, si conservano un dipinto del pittore pisano Aurelio Lomi, del 1603, raffigurante l'"Ultima cena", proveniente dalla pieve di Santa Maria, una grandiosa residenza per il Santissimo Sacramento del XVIII secolo,restaurata nel 2016 ed un monumento marmoreo dedicato ai caduti della prima guerra mondiale del 1924.
A sinistra dell'edificio, si erge l'alto campanile, chiamata anche Torre del Belvedere, ricostruito nel 1978.
È una delle Chiese Toscane dove si celebra la Santa Messa Tridentina.